# Al-Kompars
Al-Kompars (àrab: الكومبارس, Al-kūmbārs), difosa internacionalment com The Extras, és una pel·lícula siriana, produïda per The General Establishment of Cinema de Síria i dirigida pel director Nabil Maleh, en 1993. Dura 100 min i és protagonitzada per Bassam Kousa i Samar Sami. Fou guardonada amb el premi Pierre Kast al millor guió en la XV edició de la Mostra de València.